# Mistrzostwa Świata w Narciarstwie Klasycznym 1985
Mistrzostwa Świata w Narciarstwie Klasycznym 1985 miały miejsce w dniach 16–27 stycznia 1985 w Seefeld in Tirol. W czasie tych mistrzostw wprowadzono metodę Gundersena i biegi w stylu dowolnym w obydwu konkurencjach kombinacji norweskiej.
Od tego roku zerwano z zasadą tzw. podwójnego mistrzostwa. Od początków tej imprezy zawody na zimowych igrzyskach olimpijskich w narciarstwie klasycznym były traktowane jako mistrzostwa świata. Każdy medalista igrzysk olimpijskich zdobywał także medal w mistrzostwach świata. W 1985 postanowiono rozdzielić te dwie imprezy: igrzyska olimpijskie rozgrywane były, jak dotychczas, co 4 lata, a mistrzostwa świata – w lata nieparzyste. W klasyfikacji medalowej mistrzostw świata czasem jednak uwzględnia się wyniki z igrzysk olimpijskich. Występują więc tabele zawierające medale z igrzysk, jak i tabele uwzględniające tylko medale z mistrzostw świata.

## Biegi narciarskie

### Biegi narciarskie mężczyzn
| Konkurencja        | Data           | Złoto                                                                                     | Srebro                                                                                     | Brąz                                                                              |
| ------------------ | -------------- | ----------------------------------------------------------------------------------------- | ------------------------------------------------------------------------------------------ | --------------------------------------------------------------------------------- |
| 15 km              | 22 lutego 1985 | Kari Härkönen 40:42.7                                                                     | Thomas Wassberg 40:56.0                                                                    | Maurilio De Zolt 41:27.2                                                          |
| 30 km              | 18 lutego 1985 | Gunde Svan 1:18:24.1                                                                      | Ove Aunli 1:18:49.1                                                                        | Harri Kirvesniemi 1:19:00.2                                                       |
| 50 km              | 27 lutego 1985 | Gunde Svan 2:10:49.9                                                                      | Maurilio De Zolt 2:11:52.6                                                                 | Ove Aunli 2:12:37.7                                                               |
| Sztafeta 4 × 10 km | 24 lutego 1985 | Norwegia · Arild Monsen · Pål Gunnar Mikkelsplass · Tor Håkon Holte · Ove Aunli 1:52:21.0 | Włochy · Marco Albarello · Giorgio Vanzetta · Maurilio De Zolt · Giuseppe Ploner 1:52:27.5 | Szwecja · Erik Östlund · Thomas Wassberg · Thomas Eriksson · Gunde Svan 1:52:40.4 |

### Biegi narciarskie kobiet
| Konkurencja       | Data           | Złoto                                                                                       | Srebro                                                                                | Brąz                                                                         |
| ----------------- | -------------- | ------------------------------------------------------------------------------------------- | ------------------------------------------------------------------------------------- | ---------------------------------------------------------------------------- |
| 5 km              | 21 lutego 1985 | Anette Bøe 15:14.8                                                                          | Marja-Liisa Kirvesniemi 15:25.1                                                       | Grete Ingeborg Nykkelmo 15:26.8                                              |
| 10 km             | 19 lutego 1985 | Anette Bøe 30:54.8                                                                          | Marja-Liisa Kirvesniemi 30:56.2                                                       | Grete Ingeborg Nykkelmo 30:58.0                                              |
| 20 km             | 26 lutego 1985 | Grete Ingeborg Nykkelmo 59:19.1                                                             | Brit Pettersen 59:37.5                                                                | Anette Bøe 59:43.5                                                           |
| Sztafeta 4 × 5 km | 22 lutego 1985 | ZSRR · Tamara Tichonowa · Raisa Smietanina · Lilija Wasilczenko · Anfisa Romanowa 1:04:50.1 | Norwegia · Anette Bøe · Anne Jahren · Grete Ingeborg Nykkelmo · Berit Aunli 1:04:58.8 | NRD · Manuela Drescher · Gaby Nestler · Antje Misersky · Ute Noack 1:05:57.0 |

## Kombinacja norweska
| Konkurencja                    | Data           | Złoto                                                           | Srebro                                                                | Brąz                                                                   |
| ------------------------------ | -------------- | --------------------------------------------------------------- | --------------------------------------------------------------------- | ---------------------------------------------------------------------- |
| 15 km metodą Gundersena        | 18 lutego 1985 | Hermann Weinbuch 410.10                                         | Geir Andersen 399.84                                                  | Jouko Karjalainen 396.60                                               |
| Kombinacja drużynowa 3 × 10 km | 19 lutego 1985 | RFN · Thomas Müller · Hubert Schwarz · Hermann Weinbuch 1276.90 | Norwegia · Geir Andersen · Espen Andersen · Hallstein Bøgseth 1256.02 | Finlandia · Jyri Pelkonen · Jukka Ylipulli · Jouko Karjalainen 1202.60 |

Polska zajęła 6. miejsce drużynowo.

## Skoki narciarskie
| Konkurencja                     | Data             | Złoto                                                                               | Srebro                                                                           | Brąz                                                                          |
| ------------------------------- | ---------------- | ----------------------------------------------------------------------------------- | -------------------------------------------------------------------------------- | ----------------------------------------------------------------------------- |
| Normalna skocznia indywidualnie | 26 stycznia 1985 | Jens Weißflog 225,6                                                                 | Andreas Felder 216,0                                                             | Per Bergerud 214,6                                                            |
| Duża skocznia indywidualnie     | 20 stycznia 1985 | Per Bergerud 224,2                                                                  | Jari Puikkonen 223,0                                                             | Matti Nykänen 221,7                                                           |
| Duża skocznia drużynowo         | 22 stycznia 1985 | Finlandia · Tuomo Ylipulli · Pentti Kokkonen · Matti Nykänen · Jari Puikkonen 583,0 | Austria · Andreas Felder · Armin Kogler · Günther Stranner · Ernst Vettori 579,2 | NRD · Frank Sauerbrey · Manfred Deckert · Klaus Ostwald · Jens Weißflog 550,8 |

## Klasyfikacja medalowa
| Pozycja | Państwo   | Złoto | Srebro | Brąz | Razem |
| ------- | --------- | ----- | ------ | ---- | ----- |
| 1       | Norwegia  | 5     | 5      | 5    | 15    |
| 2       | Finlandia | 2     | 3      | 4    | 9     |
| 3       | Szwecja   | 2     | 1      | 1    | 4     |
| 4       | RFN       | 2     | 0      | 0    | 2     |
| 5       | NRD       | 1     | 0      | 2    | 3     |
| 6       | ZSRR      | 1     | 0      | 0    | 1     |
| 7       | Włochy    | 0     | 2      | 1    | 3     |
| 8       | Austria   | 0     | 2      | 0    | 2     |